# Isam Bachiri
Isam Bachiri né  le 1er août 1977 à Copenhague (Danemark) est un rappeur et compositeur danois d'origine marocaine membre du groupe hip hop Outlandish.

## Biographie
Natif de Copenhague, il a grandi à Brøndby.